# Czyczyklija
Czyczyklija (ukr. Чичиклія) – okresowa rzeka na Ukrainie, prawy dopływ Bohu.
Płynie przez Nizinę Czarnomorską, jej długość wynosi 156 km, a powierzchnia dorzecza 2120 km². Zasilanie głównie śniegowe (wiosną spływa 75% rocznego spływu), na 7-8 miesięcy w roku wysycha prawie całkowicie.